# 久保田信之
久保田 信之（くぼた のぶゆき、1936年（昭和11年） - ）は、日本の教育学者・社会学者。専攻は教育哲学。

## 概要
1936年（昭和11年）8月生まれる。
学習院大学政経学部政治学科と、文学部哲学科を卒業し、法政大学大学院人文科学研究科哲学専攻に進学して、博士課程終了。
学習院女子大学教授を定年まで務めた。その間に芝浦工業大学、法政大学、青山学院大学、学習院大学、学習院女子短期大学等で倫理学、教育史、教育哲学などを担当。
統一教会系の日刊紙「世界日報」に寄稿したことがあり、世界日報の月刊誌「ビューポイント」に41回以上寄稿している。

## 経歴
- 1959年(昭和34年) - 学習院大学政経学部政治学科卒業。同年、同学文学部哲学科学士入学。
- 1961年(昭和36年) - 学習院大学文学部哲学科卒業。
- 1968年(昭和43年) - 法政大学大学院人文科学研究科哲学専攻博士課程終了。
- 1988年(昭和63年） - 最高裁より東京家庭裁判所 家事調停委員を任命され、多くの夫婦 ・ 家庭間のトラブルの調停にあたる。
- 2000年(平成12年) - アジア太平洋交流学会を創立。
- 2003年(平成15年) - 日本李登輝学校・修学院を創立。
- 2007年(平成19年)3月 - 学習院女子大学国際文化交流学部教授職を定年退職。
- 2008年(平成20年)11月3日 - 家庭裁判所調停委員を長年務めた功績が評価されて藍綬褒章が授与された。

## 役職
- 日本哲学会幹事
- ホワイトヘッド・プロセス学会理事[4]
- 日本躾の会 理事・研究員
- 国際生涯教育研究会 理事
- 日華大陸問題研究協会 常務理事
- 日韓文化協会 評議員
- アジア問題懇話会 代表幹事
- 東京家庭裁判所 参与員・家事調停委員
- アジア太平洋交流学会(APIS) 代表理事[5]
- 特定非営利活動法人 修学院 院長[6]

## 栄誉
- 2008年（平成20年）11月3日 - 藍綬褒章を受章[7]。

## 著書
- 『教育原理』(教職課程双書) 酒井書店(共著、教職課程研究会 編) 1969年6月
- 『道徳教育の研究』藤 書房(丸山豊樹、久保田信之、西村忠 共著) 1970年4月
- 『人間形成における倫理学』酒井書店、1970年、ISBN 4-7822-0152-4
- 『断絶の修復 - 人間関係と教育のために』芸林書房、1977年11月、ISBN 4-7681-5101-9
- 『神なし個人主義』星雲社、1986年5月、ISBN 978-479528567-5
- 『思索への誘い』振学出版(共著)、1987年1月、ISBN 978-479528569-9
- 『江戸時代の人づくり - 胎教から寺小屋・藩校まで』(教育選書)日本教文社、1988年3月、ISBN 978-453101507-8
- 『豊かな関わりあいを求めて - 人間形成への道』振学出版、1990年4月、ISBN 978-479528586-6
- 『病める現代社会と人間関係』酒井書店、1994年3月、ISBN 978-478220249-4
- 『魂の荒廃 - 混迷深めるアメリカ追随の日本』創樹社、1998年5月1日、ISBN 978-479430533-6
- 『家族崩壊 - ひとは独りでは生きられない』日本教文社、1999年2月13日、ISBN 978-453106326-0
- 『ここが違う東西比較文化論』学文社、2006年4月1日、ISBN 978-476201555-7
- 『近代化の忘れもの』酒井書店、2006年5月1日、ISBN 978-478220347-7
- 『日本を糺す』(View P BOOKS)、2012年2月1日、ISBN 978-488201089-0

### 翻訳
- 『ホワイトヘッド 教育論』法政大学出版局(訳書)(全国書誌番号:71012946) 1972年 (著者)A.N.ホワイトヘッド